# Канкал
Канкал (фр. Cancale) насеље је и општина у северозападној Француској у региону Бретања, у департману Ил и Вилен која припада префектури Saint-Malo.
По подацима из 2011. године у општини је живело 5277 становника, а густина насељености је износила 405,92 становника/km². Општина се простире на површини од 13 km². Налази се на средњој надморској висини од 45 метара (максималној ? m, а минималној 0 m).

## Демографија
| 1962. | 1968. | 1975. | 1982. | 1990. | 1999. | 2011. |
| ----- | ----- | ----- | ----- | ----- | ----- | ----- |
| 5.236 | 5.019 | 4 780 | 4 638 | 4.910 | 5.203 | 5.277 |

График промене броја становника у току последњих година

## Туризам
Канкал се налази на обали, источно од града Саинт Мало. Канкал је живописна рибарска лука, која је популарна међу туристима, од којих многе привлачи репутација "Престонице острига" Бретање. У граду се налази велики број ресторана који су специјализовани за припремање морских плодова.
Пијаца са остригама (франц. marché aux huîtres) која се налази на крају луке нуди широк избор ликално произведених, свежих острига. У време осеке, део огромнигх лежишта острига је видљив из луке.
Пешачком стазом која пролази кроз Канкал може се стићи до Монт Сант Мишела за један дан.
Еуген Фејен, француски сликар, је осликао Канкал и становнике Канкала како сакупљају остриге у неколико својих дела у периоду 1865-1908. Винсент Ван Гог је написао да је "Еуген Фејен један од ретких сликара који слика интимни савремени живот онакав какав јесте, не претварајући га у помодарство".
Џон Сингер је представио Канкал у своjим делима "Сакупљачи острига из Канкала" и "Осека у луци Канкал"

## Остриге
Легенда каже да је Луј XIV донео остриге из Канкала у Версај. Вековима касније, узгој острига је и даље главна привредна активност у овом лучком граду где лежишта острига покривају око 7,3 квадратних километара и лако се могу видети из луке током осеке. У Канкалу се сваке године произведе око 25,000 тона острига